# Mike Boland
Michael John "Mike" Boland, född 29 oktober 1954, död 8 oktober 2017, var en kanadensisk professionell ishockeyback som tillbringade två säsonger i den nordamerikanska ishockeyligan National Hockey League (NHL), där han spelade för ishockeyorganisationerna Kansas City Scouts och Buffalo Sabres. Han producerade tre poäng (ett mål och två assists) samt drog på sig 29 utvisningsminuter på 23 grundspelsmatcher. Boland spelade också för Hershey Bears och Rochester Americans i American Hockey League (AHL), Port Huron Flags och Fort Wayne Komets i International Hockey League (IHL), Salt Lake Golden Eagles i Central Hockey League (CHL) och London Knights och Sault Ste. Marie Greyhounds i Ontario Hockey Association (OHA-Jr.).
Han draftades av Kansas City Scouts i sjunde rundan i 1974 års draft som 110:e spelare totalt.
Boland var svåger till den före detta ishockeyforwarden Don Luce som spelade 894 NHL-matcher mellan 1969 och 1982. Boland avled den 8 oktober 2017 på ett sjukhus i Amherst, New York i USA på grund av sviktande hälsa.

## Statistik
| 1971–1972      | London Knights              | OHA-Jr.        | 14  | 1  | 1   | 2   | 4    | —  | — | —  | —  | —   |
| 1972–1973      | Sault Ste. Marie Greyhounds | OHA-Jr.        | 55  | 4  | 15  | 19  | 139  | —  | — | —  | —  | —   |
| 1973–1974      | Sault Ste. Marie Greyhounds | OHA-Jr.        | 67  | 11 | 39  | 50  | 200  | —  | — | —  | —  | —   |
| 1974–1975      | Kansas City Scouts          | NHL            | 1   | 0  | 0   | 0   | 0    | —  | — | —  | —  | —   |
|                | Port Huron Flags            | IHL            | 71  | 2  | 12  | 14  | 172  | 5  | 2 | 1  | 3  | 14  |
| 1975–1976      | Port Huron Flags            | IHL            | 75  | 8  | 16  | 24  | 208  | 15 | 0 | 6  | 6  | 51  |
| 1976–1977      | Port Huron Flags            | IHL            | 66  | 7  | 37  | 44  | 306  | —  | — | —  | —  | —   |
| 1977–1978      | Port Huron Flags            | IHL            | 2   | 0  | 0   | 0   | 4    | —  | — | —  | —  | —   |
|                | Fort Wayne Komets           | IHL            | 74  | 7  | 39  | 46  | 228  | 11 | 3 | 3  | 6  | 40  |
| 1978–1979      | Buffalo Sabres              | NHL            | 22  | 1  | 2   | 3   | 29   | 3  | 1 | 0  | 1  | 2   |
|                | Hershey Bears               | AHL            | 46  | 3  | 17  | 20  | 86   | —  | — | —  | —  | —   |
| 1979–1980      | Rochester Americans         | AHL            | 80  | 4  | 28  | 32  | 178  | 4  | 1 | 1  | 2  | 6   |
| 1980–1981      | Rochester Americans         | AHL            | 5   | 0  | 1   | 1   | 8    | —  | — | —  | —  | —   |
|                | Salt Lake Golden Eagles     | CHL            | 69  | 5  | 21  | 26  | 188  | 17 | 2 | 1  | 3  | 70  |
| 1981–1982      | Salt Lake Golden Eagles     | CHL            | 64  | 1  | 13  | 14  | 161  | 10 | 1 | 2  | 3  | 45  |
| 1982–1983      | Hershey Bears               | AHL            | 57  | 0  | 11  | 11  | 68   | 5  | 0 | 0  | 0  | 6   |
|                | Fort Wayne Komets           | IHL            | 1   | 0  | 0   | 0   | 0    | —  | — | —  | —  | —   |
| 1983–1984      | Fort Wayne Komets           | IHL            | 81  | 8  | 49  | 57  | 161  | 6  | 0 | 3  | 3  | 35  |
| NHL totalt     | NHL totalt                  | NHL totalt     | 23  | 1  | 2   | 3   | 29   | 3  | 1 | 0  | 1  | 2   |
| AHL totalt     | AHL totalt                  | AHL totalt     | 188 | 7  | 57  | 64  | 340  | 9  | 1 | 1  | 2  | 12  |
| IHL totalt     | IHL totalt                  | IHL totalt     | 370 | 32 | 153 | 185 | 1079 | 37 | 5 | 13 | 18 | 140 |
| CHL totalt     | CHL totalt                  | CHL totalt     | 133 | 6  | 34  | 40  | 349  | 27 | 3 | 3  | 6  | 115 |
| OHA-Jr. totalt | OHA-Jr. totalt              | OHA-Jr. totalt | 136 | 16 | 55  | 71  | 343  | —  | — | —  | —  | —   |